# Mistrzostwa Europy w Lekkoatletyce 1986 – chód na 50 km mężczyzn

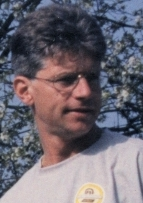
Hartwig Gauder

Chód na 50 kilometrów mężczyzn był jedną z konkurencji rozgrywanych podczas XIV mistrzostw Europy w Stuttgarcie. Został rozegrany 31 sierpnia 1986 roku. Zwycięzcą tej konkurencji został reprezentant Niemieckiej Republiki Demokratycznej Hartwig Gauder. W rywalizacji wzięło udział dwudziestu ośmiu zawodników z czternastu reprezentacji.

## Rekordy
| Rekord świata     | Ronald Weigel (GDR) | 3:38:17   | Poczdam, NRD          | 25.05.1986 |
| Rekord Europy     | Ronald Weigel (GDR) | 3:38:17   | Poczdam, NRD          | 25.05.1986 |
| Rekord mistrzostw | Jordi Llopart (ESP) | 3:53:29,9 | Praga, Czechosłowacja | 03.09.1978 |

## Wyniki

### Finał
| Miejsce | Zawodnik             | Czas    | Uwagi |
| ------- | -------------------- | ------- | ----- |
| 1       | Hartwig Gauder       | 3:40:55 | CR    |
| 2       | Wiaczesław Iwanienko | 3:41:54 |       |
| 3       | Walerij Suncow       | 3:42:38 |       |
| 4       | Siergiej Prociszin   | 3:45:51 |       |
| 5       | Reima Salonen        | 3:46:14 |       |
| 6       | Dietmar Meisch       | 3:48:01 |       |
| 7       | Bo Gustafsson        | 3:50:13 |       |
| 8       | Pavol Szikora        | 3:51:35 |       |
| 9       | Jordi Llopart        | 3:52:12 |       |
| 10      | Erling Andersen      | 3:54:10 |       |
| 11      | Sandro Bellucci      | 1:26:52 |       |
| 12      | Grzegorz Ledzion     | 3:54:16 |       |
| 13      | Raffaello Ducceschi  | 3:56:42 |       |
| 14      | Alain Lemercier      | 3:59:11 |       |
| 15      | Martial Fesselier    | 3:59:44 |       |
| 16      | Lars Ove Moen        | 4:05:01 |       |
| 17      | Ivo Piták            | 4:14:32 |       |
| 18      | Dennis Jackson       | 4:16:32 |       |
| 19      | Roland Nilsson       | 4:24:02 |       |
| 20      | Roman Mrázek         | 4:27:28 |       |
| 21      | Martin Toporek       | 4:33:38 |       |
| 22      | Thomas Pomozi        | 4:43:11 |       |
| –       | Manuel Alcalde       | DNF     |       |
| –       | Maurizio Damilano    | DNF     |       |
| –       | José Pinto           | DNF     |       |
| –       | Alfons Schwarz       | DNF     |       |
| –       | Les Morton           | DQ      |       |
| –       | Ronald Weigel        | DQ      |       |